# Motte castrale de Lamine
La motte castrale de Lamine est un site classé de la section de Lamine faisant partie de la commune de Remicourt en Belgique (province de liège). 

## Localisation
La motte castrale se situe dans le centre du village hesbignon de Lamine, le long de la rue de Hodeige, en face la maison sise au no 12, à un peu plus d'une centaine de mètres au sud-ouest de l'église Saint-Hadelin, autre bien classé, et à proximité de la ferme de la Tombe.

## Historique
Comme toutes les mottes castrales, celle de Lamine a sans doute été érigée pendant le Haut Moyen Âge et vraisemblablement au cours du Xe siècle ou du XIe siècle. Toutefois, lors du classement du site en 1975, le lieu est mentionné comme un tumulus (gallo-romain). L'inventaire du patrimoine immobilier culturel de la Wallonie finit par répertorier le site comme étant une motte castrale médiévale. Deux panneaux explicatifs ont été placés au nord de la motte castrale.

## Description
La motte castrale médiévale se présente aujourd'hui comme une butte arborée d'environ douze mètres de haut. Elle possède une base presque circulaire d'environ 185 mètres de circonférence et couvre une superficie au sol d'environ 2 800 m2. Le fossé (anciennes douves qui étaient sans doute alimentées par l'Yerne) et le rempart qui ceinturaient cette motte sont encore partiellement visibles.

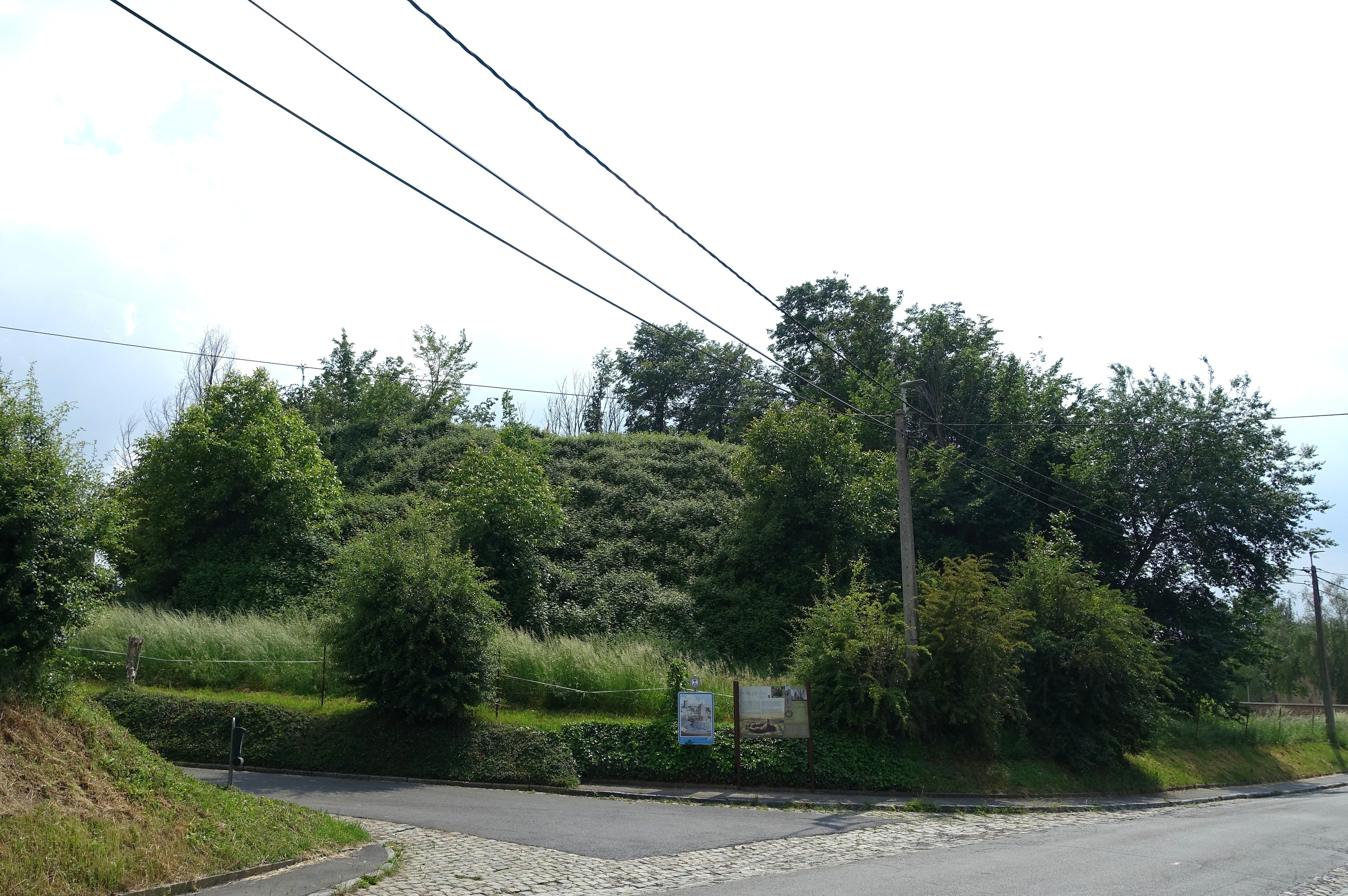
Partie nord de la motte castrale de Lamine

## Classement
Le site est repris sur la liste du patrimoine immobilier classé de Remicourt depuis le 16 octobre 1975
.

### Sources et liens externes
- Inventaire du patrimoine
- Cirkwi.com
- Awpa.be